# Лев Роман Іванович
Роман Лев (* 1918, Ростов-на-Дону — ?) — український медик, хірург.

## Біографія
У 1941 закінчив Ростовський медичний інститут. В 1952 році захистив кандидатську дисертацію за темою: «Плевральные осложнения у раненых в грудь в армейском и фронтовом районах». В 1961 році захистив докторську дисертацію за темою: «Оментоорганопластика портальной гипертензии. Клинико-экспериментальное исследование». З вересня 1958 року по березень 1961 року — завідувач кафедри факультетської хірургії. З 1964 року професор, керівник кафедри шпитальної хірургії Чернівецького медичного інституту. Автор 93 наукових праць, присвячених питанням хірургії печінки, жовчевих шляхів, сечокам'яної хвороби, гематораксу та ін.